# Financiamento climático na Jamaica
O financiamento climático na Jamaica se refere à mobilização de capital para investir em soluções climáticas no país caribenho. Isso se dá de diferentes formas, inclusive por meio de produtos bancários e de cooperativas de crédito, mercados de capitais, gastos públicos e capital de risco / capital privado. O PIB da Jamaica em 2022 foi superior a US$ 17 bilhões, o que se traduz num PIB per capita de US$ 6,234.

## Contexto energético
Segundo dados da Agência Internacional de Energia, em 2022, mais de 90% do fornecimento de energia da Jamaica provinha de combustíveis fósseis: 69% do petróleo, 20% do gás natural e 2% do carvão. A capacidade da rede elétrica é de 1,2 GW e as energias renováveis representam apenas 254 MW da capacidade instalada. As tarifas de serviços públicos de eletricidade da Jamaica são mais altas do que a média quando comparadas com outras nações caribenhas e são as seguintes: US$ 0,307/kWh para clientes residenciais e US$ 0,248/kWh para clientes comerciais. Estas taxas são determinadas por dois fatores principais: os custos dos combustíveis fósseis (cerca de 44%) e o lucro da Jamaica Public Service Limited (Serviço Público da Jamaica Limitada, em tradução livre; JPS, na sigla em inglês) (cerca de 30%). A JPS pertence em 80% à Marubeni Corporation do Japan e à Korea East-West Power (EWP).

## Financiamento climático privado
Existem 25 cooperativas de crédito com um total de ativos sob gestão (AUM, na sigla em inglês) de cerca de US$ 1 bilhão e mais de 1 milhão de membros na Jamaica.
Os desenvolvedores de energia renovável da Jamaica incluem a Soleco Energy, que encomendou o Projeto Solar Paradise Park em 2019, fornecendo o menor custo de eletricidade na Jamaica com uma capacidade instalada de 51,5 MW.
A Bolsa de Valores da Jamaica (JSE, na sigla em inglês), a mais antiga bolsa de valores incorporada no Caribe, com uma capitalização de mercado de mais de US$ 12 bilhões, hospeda quatro submercados: um mercado principal, um mercado em dólares americanos, um mercado júnior, um mercado de títulos e um mercado privado. A JSE tem sido historicamente um mercado de ações de alto desempenho e, em 2019, foi o mercado com melhor desempenho do mundo. Várias empresas de soluções climáticas estão listadas, incluindo Wigton Windfarm Limited (JMSE: WIG), Fosrich (JMSE: FOSRICH) e MPC Clean Energy (MPCCEL).
O Sagicor Renewable Energy Fund é um fundo sediado em Barbados que investe cerca de 14% dos seus ativos em projetos no Caribe.
Administrado pela Mscale LLC (“Mscale”), um novo fundo de capital de risco foi estabelecido em 2024 para investir nos setores de turismo, esportes, varejo, saúde digital, energia renovável, mobilidade, fintech, comércio eletrônico, agritech, logística e serviços empresariais da Jamaica. O Banco de Desenvolvimento da Jamaica (DBJ, na sigla em inglês) investiu US$ 4,9 milhões neste fundo de capital de risco, com uma meta de tamanho de fundo de US$ 50 milhões.

## Financiamento climático público
Em 2021, o Governo da Jamaica foi o primeiro no mundo a emitir um título para catástrofes climáticas, que forneceu ao governo US$ 185 milhões em proteção contra tempestades. O título foi apoiado pelo Fundo Global de Financiamento de Risco (GRiF), pela USAID e pelo Banco Mundial.
O Banco de Desenvolvimento da Jamaica (DBJ) financia empresas com fins lucrativos por meio de subsídios para inovação e para a cadeia de suprimentos, empréstimos e capital privado para pequenas e médias empresas (PMEs).

## Incentivo a investimentos favoráveis ao clima
O governo jamaicano estabeleceu um conjunto de incentivos para o financiamento climático. Isso inclui:
- Um programa de faturamento líquido por meio do qual a energia exportada para a rede elétrica recebe uma compensação.[16]
- A tarifa externa comum varia entre 10 e 20% para bens e é suspensa para produtos e aparelhos de energia renovável e de eficiência energética.[17]
- Impostos sobre a importação de veículos elétricos diminuíram de 30% para 10%.[18]
- O imposto geral sobre o consumo de 15% está suspenso para baterias de lítio,[19] painéis solares[20] e inversores.[20] Em dezembro de 2024, a isenção para baterias de lítio foi estendida até 2027.[21]
- Existe um crédito de imposto de renda equivalente a 30% do custo de aquisição de um sistema solar fotovoltaico residencial, até um máximo de J$ 4 milhões.[22]
- O imposto de importação está suspenso para painéis solares e inversores.[23]
- Existe uma redução fiscal de 25-30% no rendimento de projetos de energias renováveis de grande escala avaliados em US$ 1 bilhão ou mais.[24]